# Dietrich-Bonhoeffer-Kirche (Kösching)
Die evangelische Dietrich-Bonhoeffer-Kirche in Kösching  wurde 2018 nach Plänen des Eichstätter Architekten Norbert Diezinger errichtet. Die Kirchengemeinde gehört zum Dekanat Ingolstadt des Kirchenkreises Regensburg der Evangelisch-Lutherischen Kirche in Bayern.

## Geschichte
2013 wurde ein Architekturwettbewerb für den Bau einer neuen Kirche ausgeschrieben. Den 1. Preis gewann das Eichstätter Architekturbüro und den 2. Preis erhielt Dominikus Stark.
Die neue Kirche dient den Orten Hepberg, Lenting und Kösching mit Kasing.
Am 21. Mai 2018 wurde die Dietrich-Bonhoeffer-Kirche durch Regionalbischof Hans-Martin Weiss eingeweiht.

## Architektur
Der Hofbautypus schafft einen neuen Ort am Ortsrand von Kösching. Kirche, Gemeindezentrum und Glockenturm gruppieren sich um den Innenhof. Die Höhenstaffelung gliedert den Gebäudekubus. Der Baukörper bildet aus Kirchenraum, Gemeindehaus und dem Glockenturm eine Einheit. Der Zugang wird von Kirchenraum und Glockenturm flankiert. Der Neubau wird von einer einheitlichen Materialität aus Ziegelsichtmauerwerk geprägt.
Der Architekt und Architekturfotograf Peter Bonfig fotografierte das Bauwerk.

## Kunst am Bau
Weltkünstler Ólafur Eliasson schuf für den Kirchenraum das Kunstwerk Der Lauf der Sonne mit insgesamt 12 Ellipsen aus Messingprofilen.

## Projektbeteiligte
- Architekt: Diezinger Architekten, Eichstätt
- Landschaftsarchitekt: Adler & Olesch, Nürnberg
- Kunst am Bau: Ólafur Eliasson